# The Love Race (film 1931)
The Love Race è un film del 1931 diretto da Lupino Lane e Pat Morton.

## Produzione
Il film fu prodotto da Stanley Lupino per la British International Pictures (BIP).

### Musiche
- Alone and Afraid, musica di Jack Trent, parole di Stan Leigh
- You Belong in My Arms, scritta da Al Lewis
- Dancing the Blues Away, musica di Jack Clarke
- Operatic Number, musica di Jack Clarke
- Colonel Bogey, musica di Kenneth Alford
- The Roller Coaster, musica di Victor Schertzinger

## Distribuzione
Distribuito dalla Pathé Pictures International, il film uscì nelle sale cinematografiche britanniche nel dicembre 1931.